# Matca
Matca è un comune della Romania di 12 151 abitanti, ubicato nel distretto di Galați, nella regione storica della Moldavia.